# Duncan Mackay
Duncan Mackay (* 2. Juli 1950 in Leeds, Yorkshire, England) ist ein englischer Symphonic-Rock-Sänger, Keyboarder, Komponist und Arrangeur. Er spielte bei Steve Harley & Cockney Rebel, Colosseum II, 10cc, The Alan Parsons Project, Budgie, Camel und Kate Bush.

## Karriere
Er begann seine musikalische Karriere damit, Violine zu spielen. 1970 wurde er von Mitgliedern der Band von Sérgio Mendes eingeladen, auf Tour durch Brasilien und Südafrika zu gehen. Während dieser Zeit komponierte er erstmals und nahm sein erstes Soloalbum Chimera in Südafrika auf. In den frühen 1970er Jahren entwickelte Mackay unter dem Namen Branch Office seine markante Keyboardtechnik.
Mackay kehrte 1973 nach England zurück, um in Ginger Bakers neuer Band mitzuspielen. Danach wechselte er zur Band Colosseum II mit Gary Moore und Jon Hiseman an der Gitarre. 1975 wurde er Mitglied von Steve Harley & Cockney Rebel, deren Höhepunkt die Single Make Me Smile (Come Up and See Me) war. Die Single kam in die Charts von Großbritannien und Europa auf Platz 1. Danach wirkte er an der ausgiebigen Tour mit der Band und den vier meistverkauften Releases mit. Im selben Zeitraum veröffentlichte Mackay sein zweites Album Resultate, das von EMI Records veröffentlicht wurde.
In den 1970er Jahren arbeitete er als Studiomusiker auch unter dem Namen Mickey Mackay in den Abbey Road Studios. Er spielte auf den ersten drei Alben von Kate Bush – beispielsweise ihrem Debütalbum The Kick Inside, Lionheart und der Hit-Single Wuthering Heights – mit. Darüber hinaus war er an den Aufnahmen der Band The Alan Parsons Project beteiligt und ist auf den Alben I Robot, Pyramid und Eve zu hören. Danach war er auf zwei Alben von Camel, Nude und The Single Factor, beteiligt. Mit Budgie nahm er 1978 ihr drittes Album Visa auf. 1979 wurde er Mitglied der britischen Supergruppe 10cc. Mackay begann während dieser Zeit, Film-Soundtracks zu produzieren. 1993 zog Mickey Mackay zurück nach Kapstadt, wo er TV-Musik komponierte. Im Jahr 2003 gründete er gemeinsam mit Sänger und Gitarrist Greg Mcewan die Band Re Union und tourte mit dieser Band.

## Diskografie

### Alben
- 1974: Chimera
- 1976: Score
- 1980: Visa
- 1988: Forward Vision
- 1988: The New Explorer
- 1990: Russell Grant’s Zodiac
- 1997: Lockwood Mackay (mit Neil Lockwood)
- 2017: A Picture of Sound
- 2019: Kintsugi

### Single
- 1981: Sirius III Mark II / In The Pink